# 마의 침실
마의 침실은 한국에서 제작된 박윤교 감독의 1970년 영화이다. 남궁원 등이 주연으로 출연하였고 홍정기 등이 제작에 참여하였다.

## 출연

### 주연
- 남궁원
- 사미자
- 허장강

## 제작진
- 조명: 이현우
- 미술: 노인택